# 里永-帕爾松茨

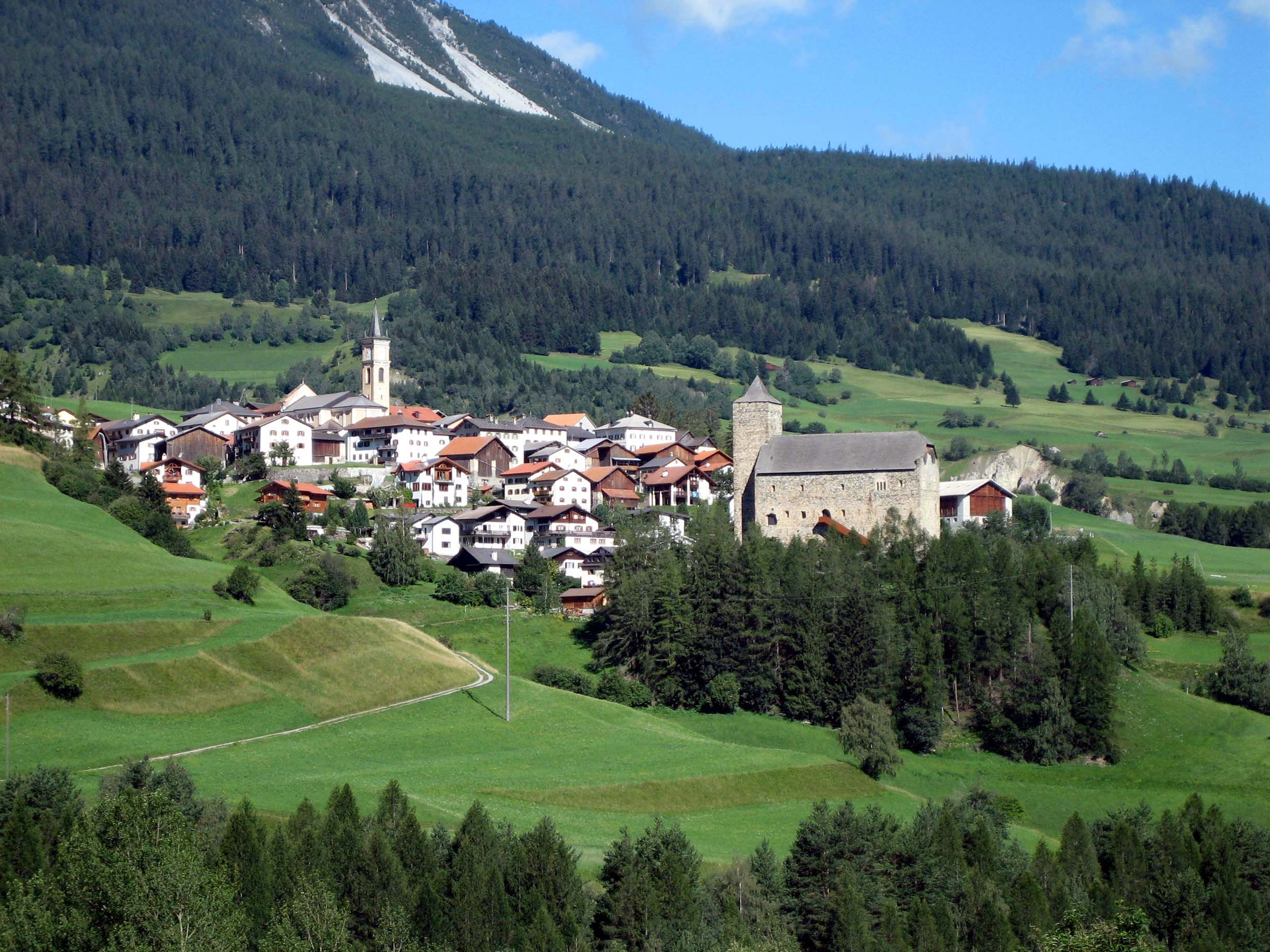

里永-帕爾松茨是瑞士的城鎮，位於該國東部，由格勞賓登州負責管轄，面積55.97平方公里，海拔高度1,257米，2011年人口291，人口密度每平方公里5人。